# エフ (ピリ王朝)
エフは古代ハワイの貴族であり、コナの首長（アリイ） 。
エフはハワイ島で生まれた。 両親はハワイのクアイワと妻のカマナワだった。エフはハワイの一部であるコナの首長となった。 彼はカポハウラウラと結婚し、息子はエフヌイカイマリノだった。エフのもう一人の妻はカホエアと呼ばれる女性で、カマアイオレという息子がいた。
エフの死後、彼の息子エフヌイカイマリノはコナの首長になった。